# Kitakami (tàu tuần dương Nhật)
Kitakami (tiếng Nhật: 北上) là một tàu tuần dương hạng nhẹ thuộc lớp Kuma từng hoạt động cho Hải quân Đế quốc Nhật Bản trong Chiến tranh Thế giới thứ hai. Tên của nó được đặt theo con sông Kitakami thuộc tỉnh Iwate của Nhật Bản.

## Thiết kế và chế tạo
Kitakami là chiếc thứ ba trong số năm tàu tuần dương hạng nhẹ thuộc lớp Kuma được chế tạo, và giống như các tàu chị em, nó được dự tính để hoạt động trong cả vai trò tuần tiễu tầm xa tốc độ cao cũng như chỉ huy các hải đội tàu khu trục hay tàu ngầm.
Kitakami được đặt lườn tại xưởng hải quân Sasebo thuộc Nagasaki vào ngày 1 tháng 9 năm 1919. Nó được hạ thủy hạ thủy vào ngày 3 tháng 7 năm 1920 và hoàn tất vào ngày 15 tháng 4 năm 1921.

## Lịch sử hoạt động

### Các hoạt động ban đầu
Ngay sau khi được đưa vào hoạt động, Kitakami đặt căn cứ tại Mako thuộc quần đảo Pescadores, và được giao nhiệm vụ yểm trợ cho các cuộc đổ bộ lực lượng Nhật Bản tại miền Trung Trung Quốc khi cuộc Chiến tranh Trung-Nhật ngày càng leo thang.
Vào ngày 25 tháng 8 năm 1941, Kitakami quay trở về Sasebo để được cải biến thành một "tàu tuần dương ngư lôi", với mười ống phóng ngư lôi Kiểu 92 bốn nòng (tổng cộng 40 ống) để phóng kiểu ngư lôi Kiểu 93 "Long Lance" 610 mm tầm xa vận hành bằng oxygen, được sắp xếp thành hai dãy năm ống phóng mỗi bên mạn tàu. Việc cải biến này là theo một kế hoạch của Hải quân Nhật về một "Lực lượng Tấn công Đêm" đặc biệt gồm các tàu tuần dương-ngư lôi. Công việc cải biến hoàn tất vào ngày 30 tháng 9 năm 1941, và Kitakami cùng với chiếc tàu chị em Ōi được phân về Hải đội Tuần dương 9 dưới quyền chỉ huy của Chuẩn Đô đốc Fukuji Kishi thuộc Hạm đội 1 Nhật Bản.

### Giai đoạn mở màn Chiến tranh Thái Bình Dương
Vào lúc diễn ra cuộc tấn công Trân Châu Cảng ngày 8 tháng 12 năm 1941, Kitakami hộ tống các thiết giáp hạm của Hạm đội Liên Hợp từ nơi thả neo Hashirajima trong vịnh Hiroshima đến quần đảo Bonin rồi quay trở về Nhật Bản.
Từ tháng 1 đến tháng 5 năm 1942, Kitakami đảm nhiệm các vai trò huấn luyện tại vùng biển Nhà Nhật Bản. Vào lúc diễn ra trận Midway, ngày 29 tháng 5 năm 1942, Kitakami cùng chiếc tàu chị em Ōi nằm trong Lực lượng của Phó Đô đốc Takasu hộ tống cho Chiến dịch Aleut, và quay trở về Nhật Bản an toàn vào ngày 17 tháng 6 năm 1942.

### Như một tàu vận chuyển binh lính nhanh
Từ tháng 8 đến tháng 9 năm 1942, Kitakami và Ōi được cải biến thành các tàu vận chuyển binh lính nhanh. Số ống phóng ngư lôi bốn nòng của nó được giảm bớt còn sáu bộ với tổng cộng 24 nòng phóng; và nó được trang bị hai xuồng đổ bộ Daihatsu cùng hai pháp pháo phòng không ba nòng Kiểu 96 25 mm. Các đường ray thả mìn sâu cũng được trang bị. Sau khi được cải biến, Kitakami và Ōi nhận lên tàu Lực lượng Đổ bộ Hải quân Đặc biệt Số 4 Maizuiru để vận chuyển đến Truk trong quần đảo Caroline và đảo Shortland trong quần đảo Solomon vào ngày 6 tháng 10 năm 1942.
Trong tháng 11, Kitakami vận chuyển binh lính từ Manila đến Rabaul thuộc New Britain. Hải đội Tuần dương 9 bị giải thể vào ngày 21 tháng 11 năm 1942, và Kitakami được điều trực tiếp về Hạm đội Liên hợp, rồi sau đó quay trở về Sasebo vào cuối năm.
Từ ngày 12 tháng 1 năm 1943, Kitakami và Ōi tham gia chiến dịch tăng cường cho lực lượng Nhật Bản tại New Guinea. Chúng hộ tống một đoàn tàu vận tải chuyển Sư đoàn Bộ binh 20 từ Pusan đến Wewak thuộc New Guinea ngang qua Palau; và trong tháng 2 hộ tống một đoàn tàu vận tải khác chở Sư đoàn Bộ binh 41 từ Thanh Đảo đến Wewak, cũng ngang qua Palau.
Ngày 15 tháng 3 năm 1943, Kitakami được tái bố trí về Hải đội Tuần dương 16 thuộc Hạm đội Khu vực Tây Nam dưới quyền chỉ huy của Đô đốc Shiro Takasu như một tàu bảo vệ đặt căn cứ ngoài khơi Surabaya. Nó từng hộ tống ba đoàn tàu vận tải binh lính từ Surabaya đến Kaimana, New Guinea trong tháng 4 và tháng 5.
Ngày 23 tháng 6 năm 1943, trong khi ở tại Makassar, Kitakami, Ōi, Kinu và Kuma bị các máy bay ném bom hạng nặng Consolidated B-24 Liberator thuộc Phi đội Ném bom 319 của Không lực 5 tấn công. Không có chiếc nào bị trúng bom, nhưng một số phải chịu các thiệt hại nhẹ do những quả bom ném suýt trúng.
Sau khi được tái trang bị tại Căn cứ hải quân Seletar, Singapore vào tháng 8, Kitakami hộ tống một đoàn tàu vận tải chở binh lính từ Singapore đến quần đảo Nicobar vào đầu tháng 9. Hai chuyến tàu vận tải khác được thực hiện đến Port Blair, quần đảo Andaman vào cuối tháng 10.
Vào cuối tháng 1 năm 1944, Kitakami hộ tống một đoàn tàu vận tải khác đến Port Blair. Trên hành trình quay trở về, trong khi đi ngang qua eo biển Malacca về phía Tây Nam Penang, Malaya, vào ngày 27 tháng 1 năm 1944, Kitakami trúng phải hai quả ngư lôi ở phía đuôi tàu được phóng bởi chiếc tàu ngầm Anh HMS Templar (P316). Kinu phải kéo chiếc Kitakami đến vịnh Angsa ở Malaya để được sửa chữa khẩn cấp, rồi sau đó được sửa chữa toàn diện tại Căn cứ Hải quân Seletar ở Singapore trong tháng 2. Công việc sửa chữa kéo dài đến tận ngày 21 tháng 6 năm 1944. Tuy nhiên, sau khi rời Singapore để hộ tống chiếc tàu chở dầu Kyokuto Maru, chiếc Kitakami lại bắt đầu bị tràn nước và bị buộc phải đi đến Xưởng hải quân Cavite tại Philippines từ ngày 12 đến ngày 26 tháng 7 năm 1944. Cho dù đã được được sửa chữa bổ sung, Kitakami vẫn bị tràn nước trên chuyến hành trình quay về Sasebo.

### Như một tàu chở ngư lôi cảm tửKaiten
Từ ngày 14 tháng 8 năm 1944, Kitakami được sửa chữa và cải biến tại Sasebo thành một tàu vận chuyển ngư lôi cảm tử có người lái Kaiten, với khả năng chở theo tám ngư lôi Kaiten. Một cần cẩu 20 tấn, trước đây được gắn trên chiếc tàu chở thủy phi cơ Chitose, được trang bị để nâng và hạ ngư lôi Kaiten xuống nước. Đuôi tàu được chế tạo lại thành một cấu hình bệ treo, và các turbine phía sau cũng được tháo bỏ, chỗ trống dành ra được sử dụng để chứa linh kiện phụ tùng và thiết bị sửa chữa. Việc tháo bớt turbine khiến tốc độ tối đa của Kitakami bị giảm từ 66,7 km/h (36 knot) xuống còn 42,6 km/h (23 knot). Tất cả các vũ khí trang bị cho nó đều được tháo bỏ và thay thế bằng hai pháo phòng không Kiểu 89 127 mm, 67 khẩu phòng không Kiểu 96 25 mm (12x3 và 31x1), hai radar dò tìm trên không Kiểu 13 và một radar dò tìm mặt đất Kiểu 22. Hai đường ray thả mìn sâu được trang bị ở phía đuôi tàu cũ nhưng hai phóng mìn sâu. Công việc tái trang bị được hoàn tất vào ngày 20 tháng 1 năm 1945, và Kitakami được bố trí trực tiếp về Hạm đội Liên Hợp.
Vào ngày 19 tháng 3 năm 1945, các tàu sân bay Essex, Intrepid, Hornet, Wasp, Hancock, Bennington và Belleau Wood thuộc Lực lượng Đặc nhiệm 58 Mỹ đã lần đầu tiên tấn công xưởng hải quân Kure. Hơn 240 máy bay SB2C Helldiver, F4U Corsair và F6F Hellcat đã tấn công các thiết giáp hạm Hyuga, Ise, Yamato, Haruna, các tàu sân bay Amagi, Katsuragi, Ryuho, Kaiyo cùng các tàu chiến khác. Kitakami đã thoát được mà không bị thiệt hại.
Vào tháng 7 năm 1945, có thêm 27 khẩu pháo phòng không Kiểu 96 25 mm được bổ sung cho Kitakami. Tuy nhiên, vào ngày 24 tháng 7 năm 1945, khoảng 200 máy bay của Lực lượng Đặc nhiệm 38 từ các tàu sân bay Essex, Ticonderoga, Randolph, Hancock, Monterey và Bataan một lần nữa tấn công khu vực Kure. Kitakami bị hư hại do hoả lực càn quét khiến 32 thành viên thủy thủ đoàn thiệt mạng.

### Sau chiến tranh
Sau khi Nhật Bản đầu hàng vào ngày 2 tháng 9 năm 1945, Kitakami được chuyển đến Kagoshima và được phân vào hoạt động hồi hương, được sử dụng như một tàu sửa chữa cho các con tàu làm nhiệm vụ hồi hương các lực lượng Nhật Bản ở nước ngoài. Nó được rút khỏi danh sách Đăng bạ Hải quân vào ngày 30 tháng 11 năm 1945, và được tháo dỡ tại Nanao từ ngày 10 tháng 8 năm 1946 đến ngày 31 tháng 3 năm 1947.

## Danh sách thuyền trưởng
- Teiji Sakamoto (sĩ quan trang bị trưởng): 11 tháng 6 năm 1920 - 15 tháng 4 năm 1921
- Teiji Sakamoto: 15 tháng 4 năm 1921 - 15 tháng 3 năm 1922
- Masashi Yamazaki: 15 tháng 3 năm 1922 - 1 tháng 12 năm 1922
- Ritsuto Takahashi: 1 tháng 12 năm 1922 - 1 tháng 12 năm 1923
- Togo Kawano: 1 tháng 12 năm 1923 - 1 tháng 11 năm 1924
- Makoto Yoshikawa: 1 tháng 11 năm 1924 - 4 tháng 12 năm 1928
- Shosuke Shimomura: 4 tháng 12 năm 1928 - 5 tháng 10 năm 1929
- Naohiko Saito: 5 tháng 10 năm 1929 - 5 tháng 12 năm 1929
- Nam tước Minoru Sonoda: 5 tháng 12 năm 1929 - 1 tháng 12 năm 1930
- Rokuro Horie: 1 tháng 12 năm 1930 - 14 tháng 11 năm 1931
- Jinichi Kusaka: 14 tháng 11 năm 1931 - 1 tháng 12 năm 1932
- Nam tước Tomoshige Samejima: 1 tháng 12 năm 1932 - 14 tháng 3 năm 1934
- Moriji Takeda: 14 tháng 3 năm 1934 - 15 tháng 11 năm 1934
- Yasuo Inoue: 15 tháng 11 năm 1934 - 10 tháng 10 năm 1935
- Mitsuharu Matsuyama: 10 tháng 10 năm 1935 - 1 tháng 12 năm 1937
- Hajime Horiuchi: 1 tháng 12 năm 1937 - 15 tháng 12 năm 1938
- Masao Ueno: 15 tháng 12 năm 1938 - 19 tháng 10 năm 1940
- Shigeyasu Nishioka: 19 tháng 10 năm 1940 - 1 tháng 11 năm 1940
- Shunsaku Nabeshima: 1 tháng 11 năm 1940 - 1 tháng 9 năm 1941
- Tsutau Araki: 1 tháng 9 năm 1941 - 28 tháng 11 năm 1941
- Saiji Norimitsu: 28 tháng 11 năm 1941 - 5 tháng 9 năm 1942
- Nobumichi Tsuruoka: 5 tháng 9 năm 1942 - 17 tháng 5 năm 1943
- Tomekichi Nomura: 17 tháng 5 năm 1943 - 2 tháng 11 năm 1943
- Jo Tanaka: 2 tháng 11 năm 1943 - 10 tháng 6 năm 1944
- Saburo Kase: 10 tháng 6 năm 1944 - 29 tháng 8 năm 1944
- Masamoto Shimizu: 29 tháng 8 năm 1944 - 1 tháng 12 năm 1944
- Kunizo Kanaoka: 1 tháng 12 năm 1944 - 15 tháng 8 năm 1945